# 185325 Anupabhagwat
185325 Anupabhagwat este o planetă minoră (asteroid), cu un diametru de 4,726 km, din centura de asteroizi. A fost descoperită pe 14 noiembrie 2006 la Borbona de Vincenzo Silvano Casulli⁠(d). 
Obiectul prezintă o orbită caracterizată de o semiaxă mare de 3,0954743814259 UAi, o excentricitate de 0,03, o înclinație de 8,5 ° în raport cu ecliptica.